# Афоризмы (Лихтенберг)
«Афоризмы» (нем. Sudelbücher) — заметки немецкого писателя Георга Кристофа Лихтенберга, создававшиеся в 1765—1799 годах и впервые изданные после смерти автора, в 1800—1805 годах. Считаются выдающимся образцом немецкой прозы.

## Содержание
Лихтенберг в течение почти всей своей взрослой жизни (с 1765 года до своей смерти в 1799 году) записывал свои мысли и наблюдения. В «Афоризмах» он постоянно высказывает недоверие к традициям, критикует религию и монархический деспотизм, защищает свободы мнений, слова и печати, выступая как просветитель.

## Публикация и восприятие
«Афоризмы» Лихтенберга были впервые изданы после смерти автора, в 1800—1805 годах. Они обрели большую известность. Известно, что Иммануил Кант высоко ценил Лихтенберга, а его личный экземпляр «Афоризмов» пестрел пометками. «Шопенгауэр считал Лихтенберга мыслителем в полном смысле этого слова — думающим для себя, а не на потребу публики. Ницше помещал „Афоризмы“, наряду с эккермановскими „Беседами о Гёте“, в самое сердце „сокровищницы немецкой прозы“. В 1878 году Вагнер признавал, что видит в них предвосхищение его собственных теорий».